# 北島洋子
北島 洋子（きたじま ようこ、1943年 - ）は、日本の漫画家。
1943年、東京に生まれる。小学校2年までは福島に疎開し、中学1年までは父親の転勤で山形で過ごす。1960年から1961年ごろにはミナミヒロコ名義で貸本少女漫画短編誌に執筆。武蔵野の都立高校在学中の1961年に『少女クラブ』（大日本雄辨會講談社）1962年お正月臨時増刊号に掲載された「氷の城」でデビュー。高校を卒業後は水野英子のアシスタントを経験する。『森の子カンナ』で人気となり、1963年に『週刊少女フレンド』（講談社）に掲載された『ナイルの王冠』（原作：宮崎惇）は、少女漫画で初めて古代エジプトを舞台にしたロマンスとされ、後進の作家に影響を与えた。ロマンチックコメディの『スイートラーラ』などで、1960年代後半の『りぼん』（集英社）を代表する作家として活躍した。

## 作品リスト

### 連載・シリーズ
- 森の子カンナ（原作：山浦弘靖、『週刊少女フレンド』1963年8月11日号 - 1963年11月17日号）[4]
- ナイルの王冠（原作：宮崎惇、『週刊少女フレンド』1963年11月24日号 - 1964年3月29日号）[4]
- アイリス（原作：三浦玲子、『週刊少女フレンド』1964年 - 1964年11月15日号）[4]
- 美しきスザンナ（『週刊少女フレンド』1964年 - 1965年）
- ロレッタ（『週刊少女フレンド』1965年 - 1965年10月19日号）
- バラ色の島（『なかよし』）
- ゆうやけの誓い（『りぼん』1966年3月号 - 1966年5月号）
- 伯爵令嬢スイート・ラーラ（『りぼん』1967年9月号 - 1969年7月号） - のちに『スイート・ラーラ』に改題[4][1]
- 火の玉リリー（原作：村上響子、『りぼん』）
- ふたりのエリカ（小学館学年誌（『小学三年生』『小学四年生』『小学五年生』[7]）・『少女コミック』、1967年 - 1969年、）[4][1]
- オー！バーブラ（『りぼん』1969年9月号 - 1970年3月号）[4]
- 初恋物語シリーズ（『りぼん』1970年4月号 - 1970年8月号）
  - 初恋物語 きまぐれキューピット（『りぼん』1970年4月号）
  - 初恋物語 わたしのシカゴ！（『りぼん』1970年5月号）
  - 初恋物語 ラブガイド（『りぼん』1970年6月号）
  - 初恋物語 はだしのジル（『りぼん』1970年7月号）
  - 初恋物語 さようなら夏の光（『りぼん』1970年8月号）
- あたしロリータ （『小学三年生』1971年3月号『小学四年生』1971年4月号 - 1972年3月号）[8]
- キティ・キャット（旺文社『中二時代』1971年頃）[4][9]
- ヤ～ヤ～パトリシア（『小学六年生』1973年4月号 - 1974年2月号）[10]
- アイドル伝説えり子（『小学四年生』1989年7月号 - 1990年3月号）[11][12]

### 読み切り
- 氷の城（『少女クラブ』1962年お正月臨時増刊号）[4][1]
- クローバーの丘（『週刊少女フレンド』1965年8月17日号）
- 紅はこべ（『週刊少女フレンド』1966年1月18日号）
- 青い霧の湖（『りぼん』1966年7月号）
- 石になった王子（『小学二年生』1966年8月号ふろく）
- 白鳥の子もり歌（『なかよし』1965年10月号）
- ルシカ（『りぼん』1966年お正月増刊号）
- 王女物語（『少女コミック』1968年5月号（創刊号））
- デビィのすてきな人（『少女コミック』1968年7月号）
- アリサのひとみ（『少女コミック』1969年1月号）
- ダーリング（『りぼん』1968年9月大増刊号）
- アンネの日記（『りぼん』ふろく）
- 白鳥の湖（『小学四年生』1979年12月号ふろく）[4]

### 書籍
- 『森の子カンナ』原作：山浦弘靖、若木書房〈ティーン・コミックス〉、1969年
- 『美しきスザンナ』全2巻、若木書房〈ティーン・コミックス〉、1968-1969年
- 『スイート・ラーラ』虫プロ商事〈虫コミックス〉、1971年
- 『町からきた少女』原作：ボォロンコーワ、集英社〈マーガレット文庫〉、1976年
- 『若草物語』原作：オルコット、ユニオン出版〈世界名作コミック〉、1976年
- 『アルプスの少女』原作：スピリ、集英社〈モンキー文庫〉、1977年
- 『足ながおじさん』原作：ウェブスター、ユニオン出版〈世界名作コミック〉、1977年
- 『続 若草物語』原作：オルコット、ユニオン出版〈世界名作コミック〉、1977年
- 『女の一生』原作：モーパッサン、ユニオン出版〈世界名作コミック〉、1978年
- 『若草物語』原作：オルコット、小学館〈てんとう虫コミックス〉、1989年
- 『アイドル伝説えり子 : まんが版』小学館、1990年

## 関連文献
- 『かわいい! 少女マンガ・ファッションブック - 昭和少女にモードを教えた4人の作家』立東舎、2020年、ISBN 978-4845634675
- 『少女マンガはどこからきたの？ 「少女マンガを語る会」全記録』全349頁（本編335頁＋索引など14頁），2023年5月30日第1刷発行，青土社，語る会メンバー12名：水野英子(発起人)/上田トシコ/むれあきこ/わたなべまさこ/巴里夫/高橋真琴/今村洋子/ちばてつや/牧美也子/望月あきら/花村えい子/北島洋子【※発起人水野以外はデビュー順[13]】ISBN 978-4791775538